# جبل اسبيل
جبل اسبيل هو أحد الجبال الواقعة في الحدود الإدارية بين محافظتي البيضاء وذمار.